# Brachyachne pilosa
Brachyachne pilosa är en gräsart som beskrevs av Van der Veken. Brachyachne pilosa ingår i släktet Brachyachne och familjen gräs.
Artens utbredningsområde är Kongo-Kinshasa. Inga underarter finns listade i Catalogue of Life.